# Honkai: Star Rail
Honkai: Star Rail (em chinês:  崩坏: 星穹铁道) é um jogo de RPG gacha 3D desenvolvido e publicado pela HoYoverse. Foi lançado para Windows e dispositivos móveis em 26 de abril de 2023; há previsão de lançamento para PlayStation 4 e 5. É o quarto lançamento da série Honkai, sendo baseado em personagens de Honkai Impact 3r e com elementos de jogabilidade de Genshin Impact.

## Jogabilidade
Honkai: Star Rail segue as convenções de jogabilidade dos clássicos jogos de RPG japoneses: os jogadores constroem uma seleção de personagens e controlam uma equipe de quatro deles em combate por turnos. Estão presentes elementos de mundo aberto e exploração de masmorras, com vasta articulação mecânica e o sistema gacha herdado do RPG de ação da HoYoverse, Genshin Impact.

## História
O jogo se passa em um universo fictício de fantasia científica no qual a humanidade adora a seres divinos, os Aeons, e luta para afastar uma força corruptora generalizada. O personagem do jogador, cujo gênero é escolhido pelo usuário, desperta sem memória a bordo de uma estação espacial, descobrindo mais tarde que está possuído por uma entidade cósmica maléfica, o Stellaron. Eles se juntam a uma equipe de aventureiros viajantes, percorrendo diferentes mundos a bordo de um trem espacial.

## Desenvolvimento
Honkai: Star Rail foi anunciado em outubro de 2021 no canal oficial do jogo no YouTube. No final daquele mês, foi realizado seu primeiro teste beta fechado. Um segundo teste fechado foi realizado entre maio e junho de 2022. Um teste beta fechado final foi realizado em fevereiro de 2023, antes do lançamento do jogo. Em abril de 2023, a HoYo Verse anunciou ter 10 milhões de usuários pré-registrados.

## Recepção
Honkai: Star Rail recebeu "críticas predominantemente positivas", de acordo com o agregador de críticas Metacritic.
A Eurogamer recomendou o jogo por seu "humor deliciosamente bobo, elenco de voz carismático e combate verdadeiramente magnífico", apesar da tendência dos escritores de "dar explicações de uma frase para detalhes importantes, mas gastar oito parágrafos explicando extensivamente a reviravolta mais simples na trama". A Rock, Paper Shotgun considerou que o jogo "ainda [está] em seus estágios iniciais, mas (...) incrivelmente divertido de jogar", comparando-o a "Star Ocean, mas se todos fossem mais agradáveis e você pudesse jogar". O revisor elogiou o sistema de combate por ser rebuscado, mas acessível, e observou que, como em Genshin, não era necessário gastar dinheiro para progredir, pois todo o conteúdo do jogo poderia ser utilizado com os personagens que os jogadores recebem gratuitamente. A PC Gamer apreciou o "estilo visual impecável e a profundidade estratégica" de Star Rail e seu "tom elástico, que oscila do otimismo heroico de uma ópera espacial, à comédia sombria de um jogo Nier, com mistura de muita narrativa de novela de Final Fantasy 14". Para o crítico, a principal atração do jogo era sua "imensa criatividade" e "destila o que há de mais satisfatório nos RPGs baseados em turnos: decisões táticas baseadas em equipe".